# 洛雷托圣母小堂
洛雷托圣母小堂（Capilla de Nuestra Señora de Loreto）,又名露德小堂（Capilla de Lourdes）是一座罗马天主教小堂，供奉洛雷托圣母，位于秘鲁库斯科古城中心的兵器广场，耶稣会教堂旁。
1972年，该建筑作为库斯科纪念区的一部分，公布为秘鲁历史遗迹。 1983年，作为库斯科历史中心的一部分，由联合国教科文组织公布为文化遗产。

## 历史
1571年，耶稣会教堂开始建造时，在旁边建造了两座小堂。1650年地震后，建筑倒塌。两座小堂都有自己的大门通向广场，另一个门通往大堂。目前的小堂建于1651-1653年，但是立面的铭文标示是1654年。这座建筑是由若翰洗者·埃吉迪亚诺修士完成。洛雷托圣母小堂位于广场和英蒂克伊卢街（calle Intik'ijllu）的拐角处，供印第安教友使用。该堂供奉洛雷托圣母。